# Déplacement défensif
Le déplacement défensif est une stratégie au baseball où des joueurs en défensive sont déplacés hors de leur position habituelle de manière à contrer l'offensive du club adverse et empêcher celui-ci de réussir des coups sûrs ou marquer des points. 
En anglais, on parle de shift ou de defensive shift pour désigner cette permutation plus agressive de certains joueurs de champ intérieur ou de champ extérieur, ou souvent d'infield shift (pour « permutation de l'avant-champ »), bien que ce dernier terme présuppose une série de mouvements qui est limitée aux joueurs d'avant-champ.

## Positionnement et déplacement traditionnel des joueurs en défensive

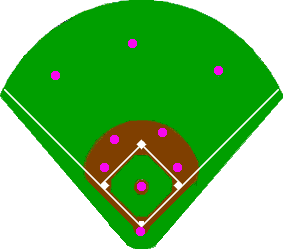
Les cercles violets indiquent la position habituelle des joueurs en défensive sur un terrain de baseball, sans déplacement ou shift.

### Avant-champ
Le lanceur et le receveur sont les deux joueurs en défensive dont la position sur le terrain est encadrée par des limites précises. Le lanceur doit, avant d'effectuer son lancer et au moment de décocher son tir, demeurer sur le monticule. Le receveur doit demeurer à sa position derrière le marbre, prêt à recevoir la balle que lui envoie son lanceur. Les quatre autres joueurs de champ intérieur et les trois joueurs de champ extérieur, s'ils ont des positions définies sur le terrain, sont en revanche libres d'être déplacés selon les circonstances et la stratégie désirée.
On dit du joueur de premier but qu'il retient un coureur lorsqu'il garde le pied sur le coussin, prêt à recevoir un tir du lanceur de son équipe lorsqu'un coureur de l'équipe adverse se trouve au premier but. Ce coureur a la possibilité de voler le deuxième but ou d'avancer à la base suivante en cas, par exemple, de mauvais lancer vers le frappeur ou de toute autre situation où une balle toujours en jeu sort des limites du terrain. Afin de se préparer à ces situations, le coureur n'est pas tenu de garder le pied sur le premier but et a le loisir de faire une ou plusieurs enjambées vers le deuxième but. Cependant, il doit retraiter au premier but et y arriver avant la balle si le lanceur décide de tenter de le retirer en lançant à son joueur de premier but. Pour le club en défensive, garder son joueur de premier but près du coussin permet de tenter ce type de retrait. Cette stratégie fait aussi planer une menace sur le coureur adverse en lui signifiant qu'il est surveillé de près, qu'on est préparé à la possibilité d'un vol de but, ce qui peut l'inciter à ne pas trop s'éloigner du coussin.
Si le club en offensive place un coureur sur les sentiers, les joueurs de deuxième but et d'arrêt-court du club en défensive ont de fortes chances d'être impliqué dans un jeu forcé au deuxième coussin ou un double jeu (une action défensive où deux retraits sont enregistrés sur une seule frappe de l'équipe à l'attaque). La position de ces deux joueurs en défensive sera adaptée en conséquence, plus ou moins près du coussin ou près l'un de l'autre de manière à se diriger rapidement vers le deuxième coussin ou se relayer promptement la balle.
Les joueurs de premier but et de troisième but sont les joueurs en défensive positionnés aux extrémités du losange (l'avant-champ d'un terrain de baseball). Rapprocher les extrémités signifie que ces deux joueurs s'avancent vers le marbre et le frappeur et se positionnent plus près de ceux-ci. Cette stratégie est employée lorsque l'on anticipe que le frappeur déposera un amorti. Elle est aussi utilisée lorsqu'un coureur est au troisième but, de façon à le décourager de foncer vers le marbre si une balle est frappée à l'avant-champ, ou encore pour relayer rapidement au receveur pour effectuer un retrait au marbre et empêcher un point.

### Champ extérieur
Le champ extérieur est la plus grande partie d'un terrain de baseball, et il peut être très vaste selon les stades. Les trois voltigeurs (dont les positions sont champ gauche, champ centre et champ droit) peuvent donc se placer où bon leur semble. Leur positionnement est déterminé par leurs habiletés (par exemple si un voltigeur plus athlétique est connu pour pouvoir courir une longue distance pour rejoindre une balle frappée) et celles des frappeurs adverses. Certains frappeurs sont connus pour avoir plus de puissance, donc pour frapper la balle plus loin dans le champ extérieur. D'autres sont connus pour tenter de cogner la balle le long des lignes de démarcation des champs gauche et droit, ouvrant la porte à un double ou à un triple (deux ou trois buts gagnés d'une seule frappe). 
On dit des voltigeurs qu'ils serrent les lignes de démarcation lorsqu'ils jouent plus rapprochés de limites gauche et droite du champ extérieur. On dit qu'ils jouent rapprochés lorsqu'ils sont plus près de l'avant-champ, ou profondément lorsqu'ils sont positionnés plus loin du marbre et plus près des clôtures qui délimitent le champ extérieur. Les voltigeurs joueront rapprochés ou profondément selon les habiletés du frappeur mais aussi si un coureur adverse est en position de marquer : si la balle est frappée vers eux, la distance pour lancer au marbre et retirer le coureur sera moins grande.
| Voltigeurs rapprochés | Avant-champ joue profondément | Avant-champ en position de double jeu |

### Déplacement contre un frappeur gaucher ou droitier
Le déplacement défensif de 4 joueurs d'avant-champ (joueurs de premier, deuxième et troisième buts et joueur d'arrêt-court) et des 3 voltigeurs est depuis longtemps utilisée au baseball selon le latéralité du frappeur. Un frappeur gaucher est positionné à droite du marbre lorsqu'il attend le lancer et a tendance à frapper plus souvent, en moyenne, la balle du côté droit du terrain. Un frappeur droitier est placé à la gauche du marbre et frappe plus souvent, en moyenne, la balle du côté gauche du terrain. Il est commun de voir les joueurs en défensive, à l'exception du lanceur et du receveur, se déplacer vers la gauche ou vers la droite selon la situation. Certains frappeurs sont reconnus pour frapper la balle plus souvent du même côté, alors que d'autres excellent à neutraliser cette stratégie défensive par leur habileté à frapper au champ opposé (c'est-à-dire du côté droit du terrain pour un frappeur droitier et du côté gauche du terrain pour un frappeur gaucher).

## Shift

### Histoire

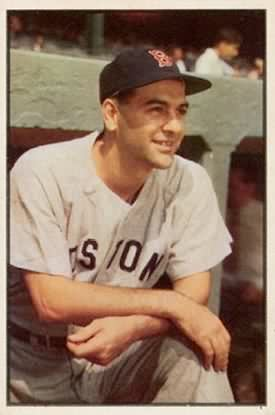
Lou Boudreau.

Lou Boudreau est souvent cité comme l'instigateur du shift, un déplacement défensif moins conventionnel, dans les années 1940 pour contrer le dangereux frappeur Ted Williams, mais il remonterait en fait aux années 1920, où le Williams Shift aurait été employé contre le frappeur Cy Williams. L'histoire du shift pourrait être beaucoup plus ancienne : les historiens du Temple de la renommée du baseball ont découvert un infield shift datant d'un match entre les Atlantics de Brooklyn et les Red Stockings de Cincinnati le 25 juin 1870. La découverte est peut-être moins étonnante lorsqu'on sait que les règles du jeu étaient beaucoup moins clairement établies avant le milieu des années 1880, laissant place à beaucoup d'expérimentation, voire d'improvisation, dans les premières années où ce sport était pratiqué.
Le déplacement extrême des joueurs en défensive vers le côté droit du terrain commandé par Lou Boudreau, qui était gérant des Indians de Cleveland, pour s'opposer au frappeur gaucher Ted Williams des Red Sox de Boston était appelé Boudreau Shift. Selon certaines sources, il aurait été dessiné par Boudreau sur un tableau noir entre deux matchs d'un programme double contre Boston en juillet 1946, bien qu'il y ait des descriptions de stratégie semblables contre Williams remontant aussi loin que 1941. Dans son livre Player-Manager, Boudreau écrit des années plus tard qu'il a toujours considéré le Boudreau Shift comme « un avantage psychologique plutôt que tactique ».
Le déplacement défensif n'est pas unique à l'Amérique du Nord : la vedette Sadaharu Oh en fit les frais au Japon dans les années 1960 et années 1970 lorsqu'on tenta de le contrer avec une tactique baptisée Oh-Shiftu.

### ShiftauXXIesiècle

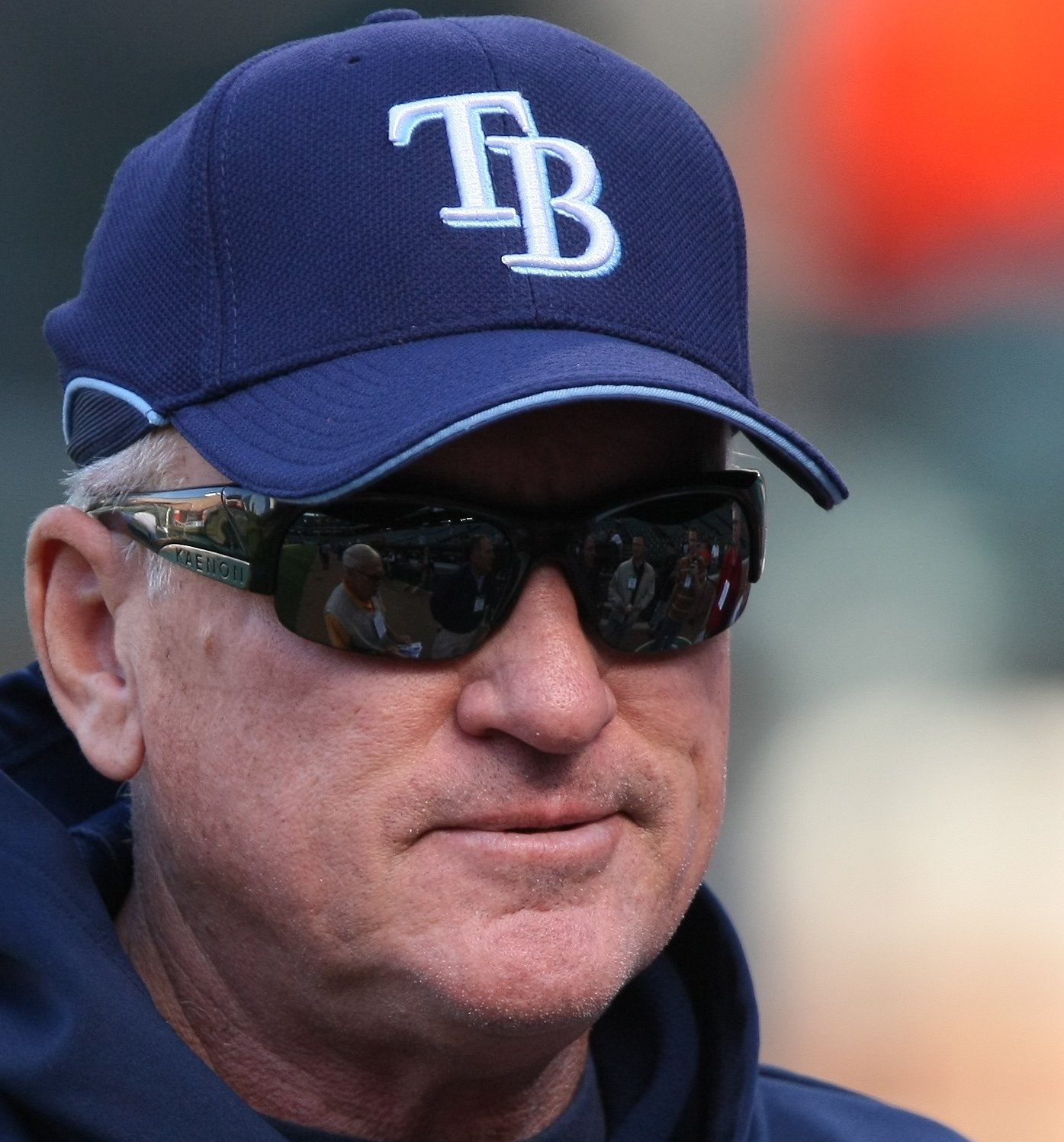
Joe Maddon.

Vers le début du XXIe siècle s'est répandue une stratégie de permutation défensive plus agressive, communément appelée en anglais The Shift. Joe Maddon est souvent crédité pour avoir lancé cette tendance à la fin des années 1990 alors qu'il était instructeur des Angels d'Anaheim de la Ligue majeure de baseball, puis de l'avoir popularisée à partir de 2006, une fois devenu gérant des Rays de Tampa Bay. Selon Baseball Info Solutions, une entreprise qui rassemble et interprète des statistiques, le déplacement défensif s'est réellement répandu en 2010, où 2 400 déplacements auraient été effectués au cours des 162 matchs par saison que jouent les 30 clubs des Ligues majeures. Ce nombre passe à 4 500 en 2012 et 8 100 en 2013,, pour ensuite atteindre 13 296 en 2014. De ce total de déplacements défensifs durant la saison 2014, les Astros de Houston en réalisent 1 341, menant le baseball majeur pour la seconde campagne de suite.

#### Impact sur l'offensive
En 2006, les équipes de la Ligue majeure de baseball ont compté 23 599 points au total. En 2014, ils en marquent 19 761. Les déplacements défensifs ont été pointés du doigt comme cause possible de ce déclin de l'offensive, mais cette analyse est considérée au mieux comme une preuve anecdotique : les retraits sur des prises sont fortement en hausse dans la même période, empêchant les frappeurs de toucher à la balle, et les analyses tendent à démontrer que les arbitres ont au fil du temps agrandi leur zone de prises, favorisant ainsi les lanceurs au détriment de l'offensive. Par ailleurs, le nombre de points marqués reprend une courbe ascendante après 2014, avec par exemple 21 744 points comptés en 2016. Selon certaines estimations, le déplacement défensif aurait empêché plus ou moins 400 coups sûrs durant la saison 2014.

### Description dushiftmoderne
Dans un shift typique :

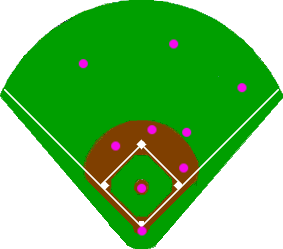
Un déplacement défensif vers la droite, inspiré de celui ci-dessus, peut être plus prononcé, laissant le côté gauche du terrain complètement découvert.

- Le joueur de troisième but se déplace vers la droite, où se trouve habituellement le joueur d'arrêt-court
- Le joueur d'arrêt-court joue à droite du deuxième coussin plutôt qu'à sa gauche
- Le joueur de deuxième but joue toujours entre les premier et deuxième coussins, mais beaucoup plus reculé, habituellement sur la pelouse du champ droit
- Le joueur de premier but et le voltigeur de droite se positionnent très près des lignes de démarcation à droite du terrain
- Le voltigeur de centre se déplace à droite pour se tenir au champ centre-droit

Ce shift est le plus commun mais il existe au XXIe siècle une grande variété de positionnements défensifs extrêmes. Par exemple, en 2006, Joe Maddon et les Rays de Tampa Bay déplacèrent leur joueur de troisième but au champ gauche, pour pousser les voltigeurs vers la droite. Cette disposition défensive employée contre David Ortiz des Red Sox de Boston donnait essentiellement 4 voltigeurs aux Rays plutôt que trois, et laissait le côté gauche du champ intérieur entièrement dépourvu de joueurs d'avant-champ.

### Désavantages
Le désavantage évident du déplacement défensif extrême est bien sûr le risque de voir le frappeur déposer la balle à l'endroit précis où il n'y a pas de défenseurs adverses. Encore faut-il que ce frappeur soit capable, en faisant contact avec la balle, de la faire atterrir précisément à l'emplacement désiré. Le club en défensive joue ainsi la moyenne, estimant qu'il est plus probable que l'adversaire cogne la balle aux endroits où ses joueurs de position ont été déplacés. En 2013, Robinson Canó déjoue un shift en déposant un amorti vers le troisième but, abandonné par les joueurs en défensive, ce qui lui vaut de réussir un double, un résultat rarissime en de telles circonstances. Lorsque confronté à cet exemple de shift déjoué, Joe Maddon fait valoir qu'un amorti (qui se termine d'habitude, au mieux, par un simple) est toujours mieux qu'un coup de circuit et qu'il est préférable qu'un dangereux frappeur se limite à un coup faiblement rabattu à l'avant-champ plutôt qu'une longue frappe loin au champ extérieur.